# Mráz M.1 Sokol
Ne doit pas être confondu avec le PZL W-3 Sokół, un hélicoptère fabriqué en Pologne
Le Mráz M.1 Sokol (« Faucon ») est un avion léger monomoteur, construit à la fin des années 1940 par Beneš-Mráz en Tchécoslovaquie.